# 尖嘴薹草
尖嘴薹草（学名：Carex leiorhyncha）是莎草科薹草属的植物。分布在朝鲜、俄罗斯以及中国大陆的内蒙古、河北、辽宁、吉林、山东、甘肃、河南、山西、黑龙江、陕西等地，生长于海拔200米至2,000米的地区，多生在山坡草地、湿地、林缘以及路旁，目前尚未由人工引种栽培。